# Haplidia dilatata
Haplidia dilatata är en skalbaggsart som beskrevs av Edmund Reitter 1902. Haplidia dilatata ingår i släktet Haplidia och familjen Melolonthidae. Inga underarter finns listade i Catalogue of Life.